# August Wilhelm Zumpt
August Wilhelm Zumpt (* 4. Dezember 1815 in Königsberg; † 22. April 1877 in Berlin) war ein deutscher Gymnasiallehrer und Altertumswissenschaftler, der vor allem aufgrund seiner Arbeiten über lateinische Inschriften bekannt wurde. Er war ein Neffe von Karl Gottlob Zumpt, studierte in Berlin und wurde 1851 Professor am Friedrich-Wilhelms-Gymnasium.
Seine Arbeiten über Inschriften (zusammengestellt in Commentationes epigraphicae, 1850–1854) brachten ihn im Zusammenhang mit der Vorbereitung des Corpus Inscriptionum Latinarum in Gegensatz zu Theodor Mommsen.

## Veröffentlichungen
- Ausgabe des Rutilius Claudius Namatianus (1840)
- Monumentum Ancyranum (mit Franck, 1847)
- Studio, Romana (1859)
- Das Kriminalrecht der römischen Republik (1865–69)
- Ausgabe von Ciceros Pro Murena (1859) und De lege agraria (1861)
- De monumento Ancyrano supplendo (1869)
- Der Kriminalprozess der römischen Republik (1871)

Wilhelm Ihne verarbeitete von ihm überlassenes Material im 7. und 8. Band seiner Römischen Geschichte (1840).